# AC Renate
Associazione Calcio Renate, zkráceně jen Renate je italský fotbalový klub hrající v sezóně 2024/25 ve 3. italské fotbalové lize sídlící ve městě Renate v regionu Lombardie.
Klub vznikl v roce 1947 jako Unione Sportiva Renatese díky místním obyvatelům a fanouškům klubu FC Inter Milán od kterých mají černomodré dresy. V roce 1961 změnil klub název na Associazione Calcio Renate z iniciativy Dona Pasquala Zanziho. Klub hrál dlouho regionální soutěže. Díky vítězství v sezoně 2004/05 klub postoupil do páté ligy. Svou první sezonu v profi lize si zahráli v sezoně 2010/11.
Nejlepším umístěním je 3. místo ve třetí lize ze sezon 2019/20 a 2020/21.

## Změny názvu klubu
- 1947/48 – 1956/57 – US Renatese (Unione Sportiva Renatese)
- 1957/58 – 1960/61 – US San Giovanni Bosco (Unione Sportiva San Giovanni Bosco)
- 1961/62 – AC Renate (Associazione Calcio Renate)

## Účast v ligách
| Úroveň soutěže | Název soutěže (nynější název) | První hraná sezona | Poslední hraná sezona | celkem odehraných sezon |
| -------------- | ----------------------------- | ------------------ | --------------------- | ----------------------- |
| 3              | Serie C                       | 2014/15            | 2024/25               | 11                      |
| 4              | Serie D                       | 2010/11            | 2013/14               | 4                       |
| 5              | Eccellenza                    | 2005/06            | 2009/10               | 5                       |

## Fotbalisté

### Známí hráči v klubu
- Francesco Acerbi – (2007) reprezentant